# Hermann Sinnhuber
Hermann Sinnhuber (* 20. Februar 1878 in Wilkoschen, Kreis Gumbinnen; † 21. August 1961 in Bad Honnef) war ein deutscher Ingenieur, Manager der deutschen Elektroindustrie und Pionier der drahtlosen Telegraphie.

## Leben
Hermann Sinnhuber war ein Sohn von Eduard Sinnhuber (1840–1927). Sein älterer Bruder war der spätere Arzt Franz und sein jüngerer Bruder der spätere General der Artillerie Johannes.
Hermann Sinnhuber studierte Ingenieurwissenschaften. An der Technischen Hochschule Dresden wurde er 1897 Mitglied des Corps Baltia Cöthen, das 1927 mit dem Corps Albingia fusionierte. Nach Abschluss des Studiums begann er eine praktische Tätigkeit im Laboratorium des Kabelwerks der AEG. Als Mitarbeiter von Georg Graf von Arco wurde er zu einem Pionier der drahtlosen Telegraphie. Er wurde Vorstand des Labors und 1903 Prokurist der von AEG und Siemens gegründeten Telefunken. 1907 wurde er zum Oberingenieur der Abteilung „Zentralen“ der Siemens-Schuckertwerke ernannt. 1920 erhielt er Prokura. 1924 erfolgte seine Berufung zum Direktor im Kabelwerk von Siemens. Ende 1927 wurde ihm als Generaldirektor die Leitung der zum Siemens-Konzern gehörigen Norddeutschen Kabelwerke AG in Berlin-Neukölln übertragen. Nach 1933 trat er von seinen Leitungsaufgaben zurück und lebte auf seinem Gut Zülshagen im Kreis Dramburg in Pommern. Nach der Vertreibung aus Pommern hatte er seinen Wohnsitz in Pinneberg.
Sein Schwiegersohn war der Generalmajor der Bundeswehr Rudolf Jenett.

## Auszeichnungen
- 1929, Verleihung der Ehrendoktorwürde der RWTH Aachen eines Dr.-Ing. E. h.[3]